# Dialetto slesiano di Cieszyn
Il dialetto slesiano di Cieszyn (polacco: gwara cieszyńska, ceco: těšínské nářečí) è uno dei dialetti della lingua slesiana. È privo di una vera e propria codificazione scritta, rimanendo sostanzialmente un idioma quasi esclusivamente parlato.
Prima della seconda guerra mondiale presentava influenze prevalentemente tedesche, ma successivamente è stato ed è tuttora influenzato soprattutto dal ceco.
È parlato nella Slesia di Cieszyn, una regione che si estende da entrambi i lati del confine ceco-polacco; sul versante ceco è parlato prevalentemente dalla minoranza polacca.